# Paweł Szóstka
Paweł Szóstka, né le 9 juillet 1998, est un coureur cycliste polonais. Il est membre de l'équipe Lubelskie Perła Polski.

## Biographie
Paweł Szóstka est originaire de Grębocice,. Il prend sa première licence cycliste à l'âge de quatorze ans. Lors de ses débuts, il évolue principalement sur le circuit polonais. Il intègre ensuite la formation continentale Wibatech Merx 7R en 2020, après une saison passée en Espagne. Sous ses nouvelles couleurs, il termine neuvième et deuxième meilleur espoir du championnat de Pologne sur route.
En 2022, il finit quatrième du Dookoła Mazowsza, une course inscrite au calendrier de l'UCI. L'année suivante, il se distingue en devenant champion de Pologne de la montagne, avec la structure Lubelskie Perła Polski. Il est conservé par cette équipe en 2024, lorsque celle-ci accède au niveau continental. Durant cette saison, il se classe notamment dixième de la Clássica da Arrábida et onzième du Tour de l'Alentejo.

## Palmarès et résultats

### Palmarès par année
- 2019
  - 2e du championnat de Pologne sur route espoirs
- 2023
  -  Champion de Pologne de la montagne
- 2024
  - 3e du Visegrad 4 Bicycle Race-GP Czech Republic

### Classements mondiaux
| Année                                 | 2020  | 2021 | 2022  | 2023  | 2024  |
| ------------------------------------- | ----- | ---- | ----- | ----- | ----- |
| Classement mondial                    | 1649e | nc   | 1394e | 1737e | 1375e |
| UCI Europe Tour                       | 1224e | nc   | 946e  | 1120e | nc    |
|                                       |       |      |       |       |       |
| Légende : nc = non classéSource : UCI |       |      |       |       |       |